# Filandia (Colòmbia)
Filandia és una ciutat i municipi de la zona nord de Quindío, Colòmbia. Aquesta zona està situada al costat oest de la serralada central, a la serralada dels Andes del centre de Colòmbia, 26 km al nord de la capital departamental Armènia. És el més septentrional de dotze municipis que conformen el Quindío, el segon departament més petit de Colòmbia. Alberga una petita comunitat econòmicament secundada per l'agricultura i el turisme.
Situat dins de l'eix cafeter colombià, el centre històric de la ciutat va ser inclòs en el "Paisatge Cultural del Cafè" Patrimoni de la Humanitat de la UNESCO el 2011.
Encara que el cafè és el principal producte agrícola, el divers ecosistema del municipi el fa perfecte per a la producció de nombroses fruites i verdures. La població està uniformement dividida entre les zones urbanes i rurals, amb una població urbana en la mateixa ciutat de Filandia de gairebé 7.000 habitants i una població d'aproximadament 6500 habitants en la resta del municipi. Les atraccions turístiques més conegudes de la ciutat són el seu "mirador" amb les seves àmplies vistes sobre la vall del riu Cauca cap a l'oest i el Parc Nacional Natural Los Nevados cap a l'est (també és possible veure tant Armènia com Pereira des de la part superior de la torre), i el cafè en la plaça principal on es van filmar escenes de la popular telenovel·la colombiana Café con aroma de mujer.

## Geografia

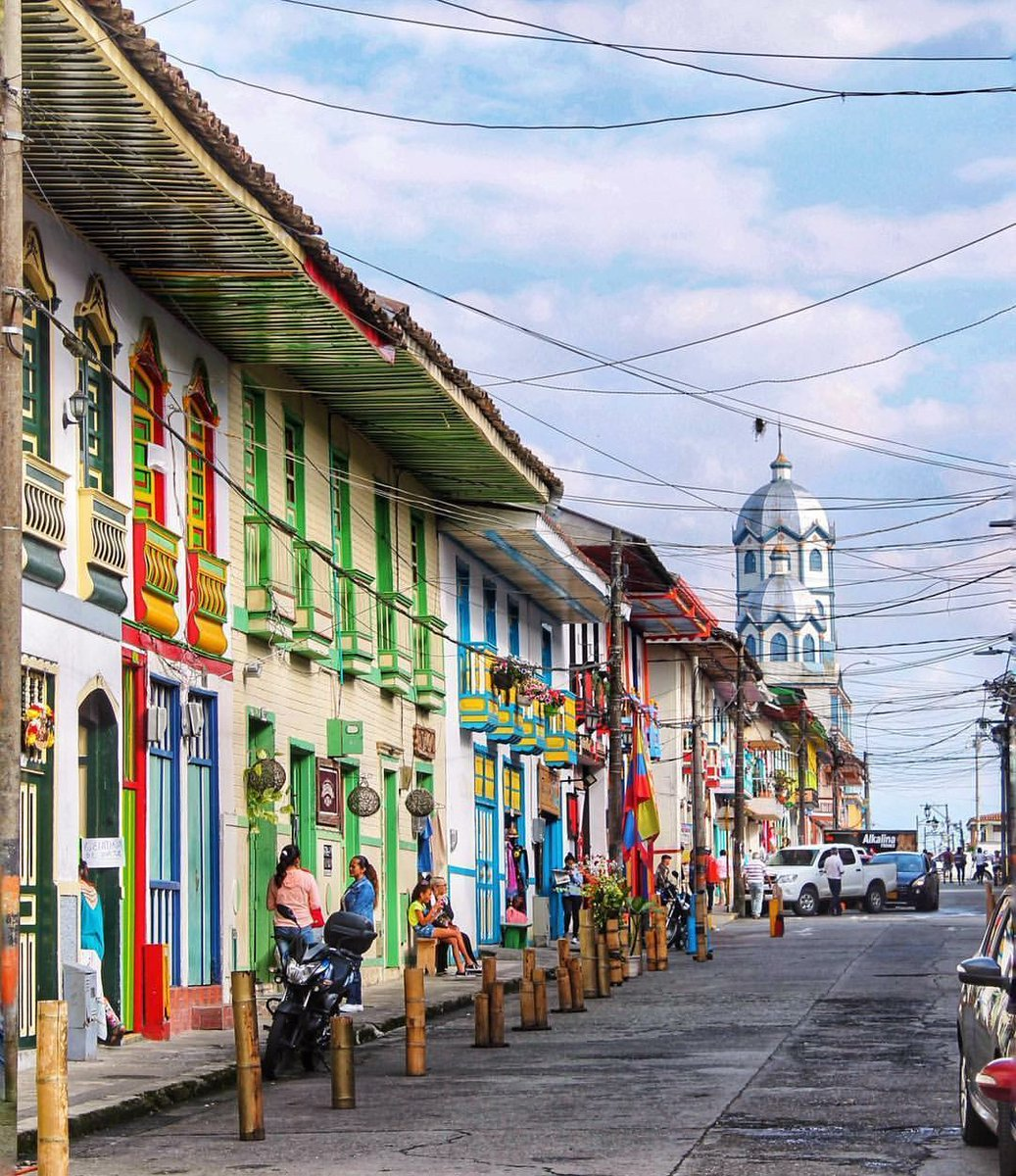

Filandia és la localitat més septentrional del Departament del Quindío. El poble es troba en el vessant oest de la Serralada Central dels Andes colombians, en la conca de l'Alt Cauca i en la subconca del Riu La Vieja. La principal zona urbana es troba a una altitud de 1923 metres sobre el nivell de la mar i el rang d'altitud del municipi està entre 1300 i 2200 metres sobre el nivell del mar.
El territori total del municipi s'estén des del peu dels Andes fins a les planes del nord del departament de la Vall del Cauca. La ciutat està vorejada pel departament de Risaralda al nord, el departament de la Vall del Cauca a l'oest, la ciutat de Salento a l'est, la ciutat de Circasia al sud i la ciutat de Quimbaya al sud-oest.

### Clima
A causa de la seva ubicació geogràfica, Filandia té un clima tropical de terres altes caracteritzat per dos indicadors climàtics principals: "fred-humit" (cold-humid) i "temperat-humit" (warm-humid). La temperatura mitjana anual és de 18 °C, i la precipitació en forma de pluja és esporàdica. No obstant això, a causa dels fenòmens climàtics coneguts com a El Niño i La Niña, la precipitació en forma de calamarsa té lloc de vegades, més recentment en 1996 quan aproximadament 15 cm de calamarsa van caure sobre la major part del nord del Quindío.

## Història
La ciutat, actualment coneguda com "El pujol Il·luminat dels Andes" ("La Colina Iluminada de los Andes"), és el segon municipi més antic del departament. En l'època precolombina, el territori on es troba la Filandia moderna va ser ocupat per pobles indígenes de la tribu quimbaya, que no sols practicaven l'agricultura sinó que també van destacar per la metal·lúrgia, particularment en or i tumbaga, un aliatge d'or i coure. El nom Filandia ve de "Filia" (filla), "Andia" (Andes); Filandia, filla dels Andes. Els quimbaians van començar a disminuir en nombre després de l'arribada dels espanyols en el segle XVI. S'estima que Filandia juntament amb la majoria dels territoris del Quindío van estar deshabitats per prop de 200 anys fins a la "Colonizacion Antioqueña" en el segle XIX.
Es pensa que per a 1870 colons del departament d'Antioquia en el nord-oest de Colòmbia ja estaven establerts en el que és avui Filandia. El 20 d'agost de 1878, Filandia va ser fundada per Felipe Melendez, Eliseo Buitrago, i altres. Els antioquens van arribar al Quindío atrets pels rumors de dipòsits massius d'or i maragda en la zona.
En els primers anys del segle xx, Filandia era una comunitat pròspera: el comerç i la indústria havien crescut fins al punt que en 1900 s'estimava que hi havia 250.000 arbustos de cafè a Filandia. Com a resposta a l'augment de la producció de cafè, es van crear moltes plantes processadores i així va néixer la cultura del cafè sinònim de la ciutat.
El 1930, no obstant això, Filandia estava en declivi. El camí que els primers pobladors van fer servir per a poblar el poble va perdre la seva importància a causa de la construcció d'una carretera a l'est que connecta la capital de Risaralda i la capital del Quindío, aïllant el poble i proporcionant una ruta alternativa més directa als béns i serveis que abans estaven obligats a passar per Filandia.

## Economia
L'economia de Filandia depèn en gran manera de l'agricultura (el principal cultiu és el cafè) i el turisme. Una altra font d'ingressos són els diners enviats des d'altres països per familiars que han emigrat als Estats Units i Europa. La majoria d'aquestes comunitats d'immigrants originàries de Filandia es troba a Madison, Nova Jersey, on s'hi han instal·lat.